# ألبرت كوك
ألبرت كوك (بالإنجليزية: Albert Cook)‏ (1880 في المملكة المتحدة - 27 سبتمبر 1949) هو لاعب كريكت ولاعب كرة قدم بريطاني (وحمل سابقاً جنسية المملكة المتحدة لبريطانيا العظمى وأيرلندا) في مركز الوسط. لعب مع بورت فايل وستوك سيتي وستوكبورت كونتي.